# Gurb (kommun)
Gurb är en kommun i Spanien.   Den ligger i provinsen Província de Barcelona och regionen Katalonien, i den östra delen av landet, 500 km öster om huvudstaden Madrid. Antalet invånare är 2 580. Arean är 52 kvadratkilometer. Gurb gränsar till Santa Cecília de Voltregà, Les Masies de Voltregà, Manlleu, Les Masies de Roda, Roda de Ter, Tavèrnoles, Folgueroles, Vic och Sant Bartomeu del Grau. 
Terrängen i Gurb är kuperad åt nordväst, men åt sydost är den platt.